# Laura Riding
Laura Riding Jackson, född Reichenthal 16 januari 1901 i New York, död 2 september 1991 i Wabasso, var en amerikansk poet, kritiker och författare.